# Sumber (Simo)
Sumber is een bestuurslaag in het regentschap Boyolali van de provincie Midden-Java, Indonesië. Sumber telt 3134 inwoners (volkstelling 2010).